# Draganje Selo
Draganje Selo is een plaats in de gemeente Samobor in de Kroatische provincie Zagreb. De plaats telt 83 inwoners (2001).